# Garland (Wyoming)
Garland – jednostka osadnicza w Stanach Zjednoczonych, w stanie Wyoming, w hrabstwie Park.